# Tracksource
O Projeto TrackSource é um trabalho voluntário para produção de mapas para aparelhos GPS(compatíveis apenas com GPS Garmin) que nasceu de maneira despretensiosa e que vem produzindo mapas de qualidade de todo o Brasil para uso com GPS para navegação rodoviária e urbana. Seus mapas são desenvolvidos por voluntários e disponibilizados gratuitamente na Internet, podendo ser baixados livremente por qualquer usuário com acesso à rede.
A gratuidade e a facilidade de desenvolvimento de mapas têm atraído inúmeros colaboradores espalhados pelo país dispostos a participar e aprimorar o Projeto TrackSource, o que proporciona uma melhora substancial na qualidade e cobertura dos mapas, o que atrai mais usuários e colaboradores, criando um círculo virtuoso, que é o seu diferencial.

## O Projeto Tracksource
A utilização de mapas de fundo por usuários de GPS na América Latina sempre foi um drama em virtude da indisponibilidade de mapas digitais. Para países em desenvolvimento, a principal fonte de dados cartográficos são os órgãos governamentais, que na maioria das vezes não possuem estrutura nem orçamento para prover os mapas que o mercado exige. As empresas fabricantes de GPS, para contornar esta limitação, geralmente utilizam-se de mapas de domínio público fornecidos pelo governo dos Estados Unidos, através da US Defense Mapping Agency. Estes mapas possuem um baixo nível de detalhe, mas cobrem todo o globo terrestre. Infelizmente, essa limitação não é culpa exclusiva dos fabricantes, pois a obtenção de mapas digitais de países em desenvolvimento é uma tarefa quase impossível.
Atualmente, pode-se obter mapas com um bom nível de detalhamento para países da América do Norte, Europa e mais uma dúzia de outros países. As empresas que fabricam GPS pagam caro pelos mapas digitais, tendo que repassar o custo para os seus produtos. Para impedir a cópia não autorizada dos mapas, cada empresa cria um sistema criptográfico próprio ou um sistema de arquivos binários com estrutura indefinida para proteger os seus dados. O lado perverso desta política é a impossibilidade de outras pessoas criarem os seus próprios mapas no GPS utilizando os formatos próprios de cada fabricante. Se o formato dos mapas é binário de difícil interpretação ou criptografado, fica quase impossível para o usuário normal criar os seus próprios mapas no GPS 
Apesar da Garmin, um dos principais fabricantes de navegadores GPS, ainda não ter divulgado como criar mapas internos nos seus modelos GPS, alguns talentosos programadores europeus começaram a criar programas que possibilitam a criação de arquivos IMG não criptografados para o programa MapSource, para depois serem enviados ao GPS. Dois exemplos são o MapDekode e o cGPSMapper. Na utilização desses programas, desde que o usuário crie os seus próprios mapas a partir de suas trilhas, rotas e waypoints (pontos de percurso), certamente não haverá problemas com as limitações impostas pelo contrato de uso do programa MapSource. Os arquivos IMGs criados não são criptografados e podem ser reconhecidos sem maiores problemas pelo MapSource.
Atualmente o grupo brasileiro Projeto TrackSource está se dedicando a criar mapas brasileiros para GPS a partir do zero. Trata-se de um grupo sério que não utiliza dados cartográficos de terceiros cobertos por direitos autorais. O grupo recebe as trilhas e waypoints registrados no GPS dos voluntários e posteriormente compila os dados, criando um mapa brasileiro novo.
O Projeto TrackSource foi criado com o intuito de construir mapas vetoriais do Brasil, para uso em aparelhos GPS da Garmin. O projeto surgiu porque os mapas fornecidos pela Garmin, no Brasil, eram de baixa qualidade. Só recentemente (2006) surgiu o City Select Brasil e posteriormente o City Navigator (atualmente na versão 2010), mesmo assim com cobertura ainda muito limitada, relativamente caro, e vendido somente em cartão de memória. O City Navigator oferece bons mapas dos grandes centro urbanos (capitais do sudeste e sul, principalmente), mas tem grandes deficiências nos mapas de pequenas cidades e das rodovias do interior do Brasil. Já os basemaps, que vêm pré-instalados nos receptores GPS, não têm detalhes internos das cidades, somente uma parte das rodovias federais e estaduais constam nos mesmos e ainda existem muitos problemas de precisão nos traçados e posicionamento.
O grupo TrackSource tem como principal característica o desenvolvimento descentralizado, com a ajuda dos seus membros. Para isso, foi idealizada para o grupo uma série de ferramentas de internet para que os membros possam trocar experiências, arquivos, mensagens, em suma, todo o tipo de informações pertinentes aos trabalhos.

## Histórico do Projeto Tracksource
Os primeiros aparelhos GPS importados para o Brasil eram bastante simples, não oferecendo suporte a mapas. Como toda novidade tecnológica, o GPS encontrou logo um grupo de interessados em conhecer a sua tecnologia e as possibilidades que este incrível aparelho poderia oferecer. Em número extremamente reduzido, esses primeiros usuários passaram a usar a Internet para trocar trilhas e pontos coletados por estes aparelhos.
Em 1996, Alex Rodrigues  criou a lista GPS Brasil com o objetivo de agregar os usuários de GPS espalhados pelo Brasil e fomentar a troca de informações e conhecimentos entre eles. Com a chegada dos aparelhos GPS com suporte a mapas, criou-se uma nova demanda para os usuários de GPS: a necessidade de mapas eficazes do território nacional. Apesar dos fabricantes de GPS fornecerem mapas junto com seus aparelhos, os mapas disponíveis para o Brasil eram de uma pobreza de detalhes e impressão indiscutíveis. Como a maioria desses mapas eram proprietários e criptografados, nada se podia fazer para melhorar a situação.
Em 1998, Odilon Ferreira Júnior  criou o programa GPS TrackMaker, que permitia fazer downloads e uploads de trilhas e pontos do GPS e ainda permitia a edição desses dados. Com isso os usuários ganharam a possibilidade de coletar as trilhas, rotas e pontos registrados pelo aparelho GPS, editá-los e retorná-los para o GPS. Dessa forma, os usuários de GPS passaram a criar um acervo de trilhas, rotas e pontos e a montar mapas pessoais simplificados. Em 1999 foi disponibilizada uma versão gratuita do GPS TrackMaker na Internet e desde então existem duas versões deste programa sendo atualizadas freqüentemente: a versão GPS TrackMaker Free, gratuita, e a versão GPS TrackMaker Professional, paga. Apesar de a versão Professional trazer uma série de ferramentas e possibilidades a mais, a versão Free oferece um ambiente robusto para edição e manutenção dos dados coletados pelo GPS.
Em 2000, o presidente dos Estados Unidos Bill Clinton decidiu interromper a Disponibilidade Seletiva do sistema GPS, diminuindo o erro médio do GPS para 10 metros (United States Coast Guard, 2000). A Disponibilidade Seletiva permitia introduzir um erro artificial no sistema GPS, a critério do Governo Norte-Americano, o que poderia gerar erros médios de até 100 metros, sendo que só os aparelhos GPS militares possuíam meios de decodificar o sinal corretamente e obter coordenadas precisas. De fato, a disponibilidade seletiva só foi ativada pelos Estados Unidos por um curto período, ao longo da primeira Guerra do Golfo. Avanços como a correção diferencial em GPS tornaram a disponibilidade seletiva algo sem sentido, uma vez que os erros artificiais poderiam ser reduzidos desde que estivesse disponível um receptor GPS instalado em ponto de coordenadas conhecidas previamente. Mesmo para uso militar, durante a primeira Guerra do Golfo, a disponibilidade seletiva provou ser mais um problema do que uma solução. Como havia pouca disponibilidade de GPS militares, muitos soldados adquiriram (com o próprio soldo) receptores civis para orientação de seus grupos de batalha, o que levou o comando das forças americanas a solicitar a desativação da disponibilidade seletiva. Atualmente, esse recurso está definitivamente descartado, uma vez que a nova geração de satélites não a incorpora (PATEL, 2007). Foi substituída por um conjunto de recursos que permite aos militares americanos negar os sinais de GPS a forças hostis em uma área selecionada sem afetar o restante do mundo ou seus próprios militares. Tal capacidade levou outros países a acelerar a implantação de sistemas semelhantes, como o GLONASS russo, o GALILEO europeu, e o COMPASS chinês.
Em 7 de novembro de 2002, Odilon Ferreira Júnior, autor do GPS TrackMaker, publicou na Web um manual sobre como produzir mapas de fundo para GPS da marca Garmin usando o TrackMaker para edição e o MapDekode para compilação do mapa.
Em primeiro de agosto de 2002, Alex Rodrigues ) criou a lista TrackSource. Considerada o ponto zero do Projeto TrackSource, a lista teve 22 usuários cadastrados no primeiro dia, chegando a 39 em uma semana. O nome TrackSource vem da junção dos nomes dos programas TrackMaker e MapSource, já que o objetivo do projeto era criar mapas de fundo para o MapSource (software da Garmin) utilizando o TrackMaker para edição. Em 2008 (ano da primeira versão deste artigo) a lista possuía 2.200 associados e o fórum do Portal GPS possuía 5.862 associados. Em setembro de 2009 o fórum atingiu a marca de 150.000 usuários. Observe que muitos usuários participam tanto da lista de discussão quanto do fórum.
Até 2006, os mapas do TrackSource não eram roteáveis. Em meados de 2006, Ruy Lerac, Sérgio Barroso e Joaquim Cunha  iniciaram a confecção dos primeiros mapas roteáveis, ou seja, mapas que incorporam regras de trânsito que indicam sentido de fluxo e conversões permitidas, viabilizando o traçado de rotas ótimas. Inicialmente, eram mapas rodoviários dos estados do Rio de Janeiro, São Paulo e Minas Gerais. Em 24 de dezembro de 2006 o TRR (TrackSource Roteável Rodoviário), mapa contendo as principais rodovias do país, foi disponibilizado na página do Projeto TrackSource para download.
O ano de 2007 foi particularmente produtivo para o Projeto. Os mapas roteáveis começaram a se tornar viáveis e o grupo conseguiu adquirir o cGPSMapper, software proprietário de compilação de mapas roteáveis. Até então os mapas eram compilados pelo MapDekode, no entanto este programa não permitia a criação de mapas roteáveis. Os primeiros mapas roteáveis foram compilados através do site http://www.cgpsmapper.com/, o que deixava o Projeto TrackSource dependente da disponibilidade do serviço no site.
O ganho de qualidade conseguido com os mapas roteáveis foi imenso. A aquisição do cGPSMapper possibilitou a criação de um padrão para construção dos mapas mais simples e eficientes uma vez que o projeto não estava mais refém de padrões definidos por terceiros. No entanto a fase de transição para a nova ferramenta passou por todas as dificuldades inerentes desse tipo de migração, quer sejam inconsistências, lentidão no cálculo das rotas nos mapas finais, testes em diversos formatos de compilação e formatação dos mapas finais, dentre outros.
Os anos de 2008 e 2009 representaram um imenso ganho na área mapeada e na qualidade dos mapas. O número de desenvolvedores voluntários aumentou significativamente e o número de usuários explodiu em função da popularização dos aparelhos receptores de GPS no Brasil.

## Estrutura do Tracksource
Desde seu início, o Projeto TrackSource adotou um método de coordenação descentralizada e democrática. O papel de Coordenador Geral, exercido por Alex Pinheiro Machado Rodrigues (RODRIGUES, 2007) desde a criação do grupo, se deve tão somente pelo fato de ele ter sido o aglutinador das ideias e ter mantido por um longo tempo toda a infra-estrutura do grupo (site, lista de discussão, fórum, provedor, etc) pelos seus próprios meios financeiros. No entanto, sua posição de Coordenador Geral não lhe transfere maior poder de decisão sobre os demais coordenadores, apesar de sua opinião ser extremamente respeitada entre os mesmos.
A estrutura do Projeto TrackSource é formada pelas seguintes classes de participantes:
- Coordenador Geral: Exercida pelo Sr Alex Rodrigues. Atualmente é responsável pela administração do Projeto, manutenção do site e da infra-estrutura e ajudando demais coordenadores e atuando como moderador entre os coordenadores.
- Coordenação: Formada por cerca de 8 ou 9 membros do grupo (contando com o Coordenador Geral). Essa coordenação é que define as regras do grupo, se preocupa com direitos autorais, orienta os membros e define ferramentas e tecnologias a serem usadas pelo grupo.
- Equipe Técnica: Os coordenadores também acumulam a responsabilidade técnica de desenvolver ferramentas para o grupo. No entanto, existem colaboradores técnicos que não fazem parte da coordenação.
- Desenvolvedores: Existem dois tipos de desenvolvedores, os Desenvolvedores Municipais e os Desenvolvedores Estaduais. O Desenvolvedor Municipal cria e atualiza os mapas de um ou mais municípios. O Desenvolvedor Estadual coordena os desenvolvedores municipais, cria e atualiza o mapa estadual com as principais artérias de tráfego. No novo modelo, adotado no ano passado, o desenvolvedor estadual não precisa se preocupar em atualizar dados nos locais onde exista desenvolvedor municipal, ou seja, ele apenas atualiza dados nos municípios que não têm desenvolvedor próprio. Isso evita retrabalho e redundância de dados que ocorria no modelo anterior.
- Colaboradores: São usuários de GPS que enviam trilhas e POIs (tratados ou não) para que os desenvolvedores os incluam em seus mapas. Normalmente são usuários dos mapas do grupo que contribuem para maior detalhamento dos mesmos.

Nada impede que uma pessoa possua mais de uma dessas classificações. Por exemplo, o atual Desenvolvedor Estadual de Minas Gerais é também o Desenvolvedor Municipal de Belo Horizonte, Contagem e outras cidades. Ele também faz parte da Coordenação e, quando viaja para municípios e estados dos quais não é desenvolvedor, ele envia trilhas e pontos de interesse ao responsável, atuando assim como Colaborador. Ou seja, esse integrante é Coordenador, Desenvolvedor Estadual, Desenvolvedor Municipal e Colaborador.

## Os Mapas do Projeto Tracksource
O Projeto TrackSource adota diversos conjuntos de mapas. Esses conjuntos têm a finalidade principal de categorizar os mapas possibilitando aos usuários fazer o download somente do conjunto de mapas que mais se adeque às suas necessidades.
Outro motivo para a criação de um conjunto de mapas é para testes de novas funções e tecnologias. Nesse caso teremos exemplos de dois conjuntos de mapas com a mesma funcionalidade e cobertura, mas desenvolvidos de formas diferentes. Esses conjuntos convivem durante um tempo até que se defina qual a melhor tecnologia a ser usada.

## Outros projetos que possuem mapas livres para o MapSource e GPS da GARMIN
- Proyecto Mapear (Argentina, Chile. Uruguai e Paraguai)- Proyecto Mapear
- Projeto com Argentina e Chile (parcial)- cartografia CONOSUR Download - Roteável.
- Projeto com Argentina (parcial), Chile (parcial), Paraguai, Peru e Bolivia - Viajeros Download.
- Proyecto Venrut (Venezuela)-
- Proyecto Perut (Peru)-
- OpenStreetMap (Mundo todo) -